# چارلز بست
چارلز بست (انگلیسی: Charles Best; ۲۷ فوریهٔ ۱۸۹۹ – ۳۱ مارس ۱۹۷۸) دانشمند در زمینه فیزیولوژی اهل کانادا بود. عمده شهرت وی به دلیل استفاده دارویی از انسولین برای نخستین بار است.
وی همچنین برندهٔ جوایزی همچون جایزه گاردینر و همکار انجمن سلطنتی شده‌است.